# Maria Alba
Pour les articles homonymes, voir Alba.
Maria Alba, née María del Pilar Margarita Casajuana Martínez, le 19 mars 1910 à Barcelone en Espagne, morte le 26 octobre 1999 à San Diego aux États-Unis, est une actrice espagnole et américaine.

## Biographie
Maria Alba commence sa carrière cinématographique sous le nom de Maria Casajuana

### Vie privée
Elle épouse Richard Jamar Burk et a trois enfants.

## Filmographie
La filmographie de Maria Alba, comprend les films suivants  :
- 1927 : Her Blue, Black Eyes
- 1928 : Blindfold
- 1928 : Une fille dans chaque port
- 1928 : Road House
- 1929 : Joy Street (en)
- 1930 : Hell's Heroes
- 1930 : Charros, gauchos y manolas (en)
- 1930 : Los que danzan
- 1930 : Olimpia
- 1930 : La fuerza del querer
- 1930 : El cuerpo del delito
- 1931 : Road of Hell (en)
- 1931 : La ley del harem
- 1931 : Goldie
- 1931 : Just a Gigolo
- 1931 : Su última noche
- 1931 : Camino del infierno
- 1931 : El código penal
- 1932 : Mr. Robinson Crusoe
- 1932 : Hypnotized
- 1932 : Almost Married
- 1933 : Kiss of Araby (en)
- 1934 : The Return of Chandu
- 1934 : Flirting with Danger
- 1934 : West of the Pecos (en)
- 1935 : Great God Gold
- 1946 : La morena de mi copla
- 1946 : El hijo de nadie

## Galerie

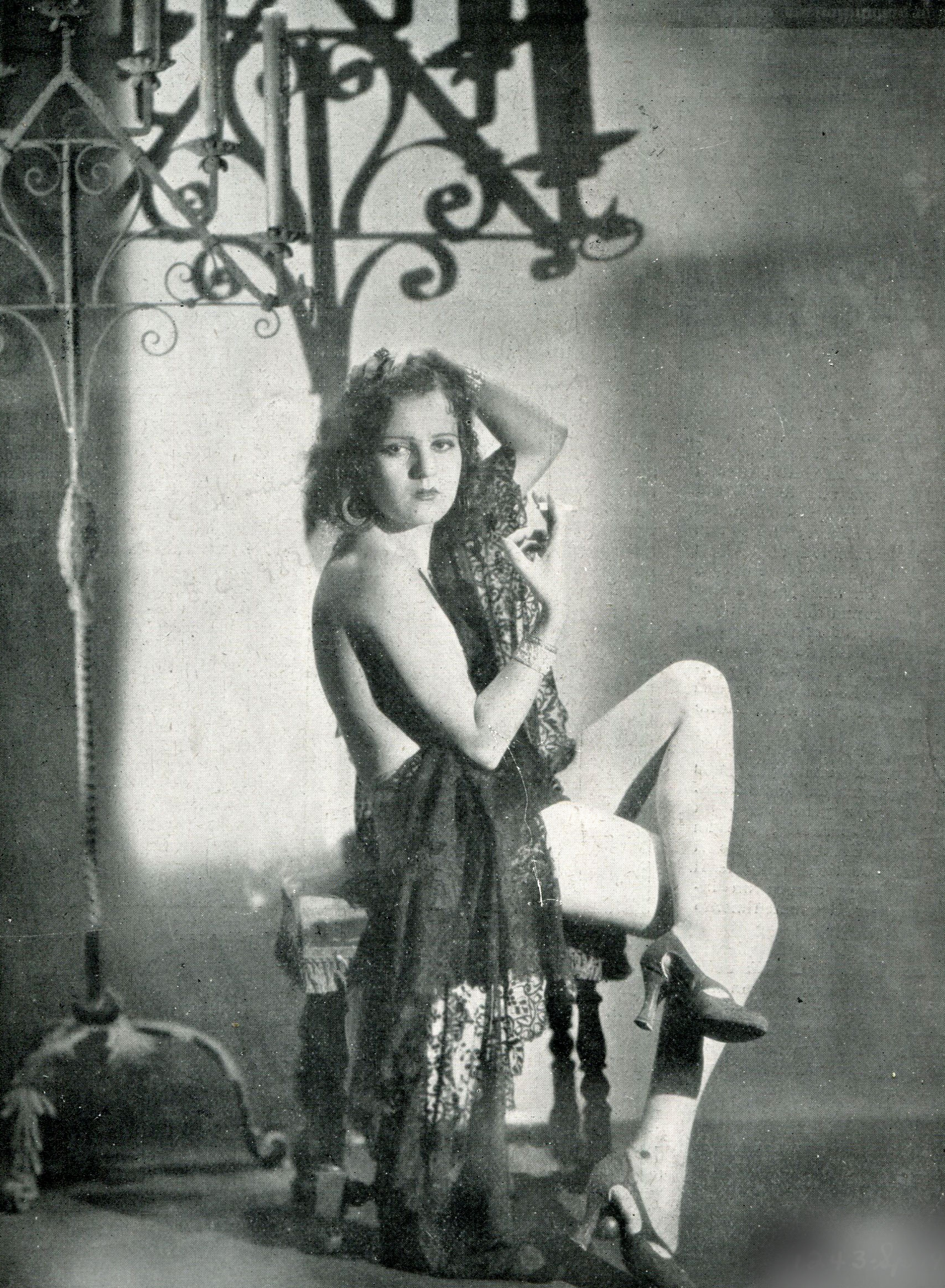
Maria Alba en 1932
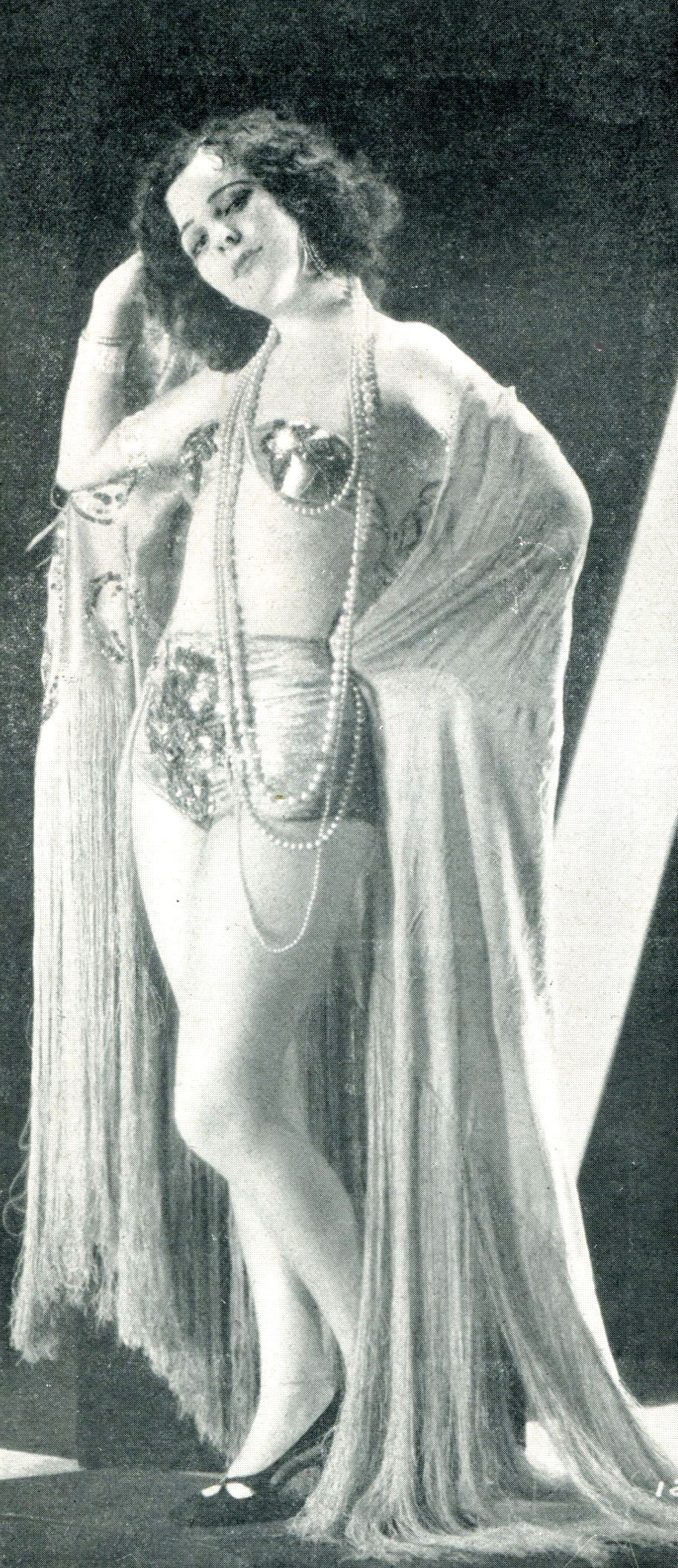
en 1933